# Прапор Зуї
Пра́пор Зуї затверджений 6 вересня 2004 року рішенням N180 VII сесії Зуївської селищної ради Білогірського району АР Крим.

## Опис
Прямокутне полотнище із співвідношенням сторін 2:3, що складається з трьох горизонтальних смуг — синьої, білої та червоної у співвідношенні 6:1:13. У верхній смузі біла чайка, у нижній схрещені жовті гілка дуба і меч із білим клинком.